# Trachypithecus ebenus
O langur-negro-de-indochina ou langur-preto-de-indochina (Trachypithecus ebenus) é uma das 17 espécies de Trachypithecus. Como o nome indica é nativo de Indochina, mais propriamente o Vietname e o Laos.